# روز ملی جمعیت
روز ملی جمعیت یک رویداد سالانه است که هر سال در ۳۰ اردیبهشت برگزار می‌شود. که به پیشنهاد سازمان ثبت احوال ایران و تصویب شورای عالی انقلاب فرهنگی، و مصادف با روز ابلاغ سیاست‌های کلی جمعیت از سوی رهبر ایران سید علی خامنه‌ای به عنوان روز ملی جمعیت در تقویم رسمی ایران به ثبت رسید.
در این روز سیاست‌های کلی جمعیت به مواردی مانند ارتقا پویایی، بالندگی و جوانی جمعیت با افزایش نرخ باروری به بیش از سطح جانشینی، رفع موانع ازدواج، تسهیل و ترویج تشکیل خانواده و افزایش فرزند، کاهش سن ازدواج، اختصاص تسهیلات مناسب برای مادران به‌ویژه در دوره بارداری و شیردهی و پوشش بیمه‌ای هزینه‌های زایمان و درمان ناباروری مردان و زنان، تحکیم بنیان و پایداری خانواده با اصلاح و تکمیل آموزش‌های عمومی دربارهٔ اصالت کانون خانواده و فرزند پروری و با تأکید بر آموزش مهارت‌های زندگی و… اشاره شده‌است.